# Guaniquilla
Guaniquilla es un barrio ubicado en el municipio de Aguada en el estado libre asociado de Puerto Rico. En el Censo de 2010 tenía una población de 2663 habitantes y una densidad poblacional de 647,07 personas por km².

## Geografía
Guaniquilla se encuentra ubicado en las coordenadas 18°23′22″N 67°11′49″O / 18.38944, -67.19694. Según la Oficina del Censo de los Estados Unidos, Guaniquilla tiene una superficie total de 4.12 km², de la cual 2.84 km² corresponden a tierra firme y (30.9%) 1.27 km² es agua.

## Demografía
Según el censo de 2010, había 2663 personas residiendo en Guaniquilla. La densidad de población era de 647,07 hab./km². De los 2663 habitantes, Guaniquilla estaba compuesto por el 82.84% blancos, el 8.26% eran afroamericanos, el 0.3% eran amerindios, el 0.08% eran asiáticos, el 5.03% eran de otras razas y el 3.49% pertenecían a dos o más razas. Del total de la población el 99.25% eran hispanos o latinos de cualquier raza.